# Vlag van oblast Kaloega
De vlag van oblast Kaloega is in gebruik sinds 30 januari 2004. De vlag bestaat uit drie horizontale banen. De bovenste en onderste banen zijn even breed en zijn rood en groen. Tussen deze banen is een band van wit die 1/6 van de breedte van de vlag is. Rood staat symbool voor onverschrokkenheid, kracht en de wens om het vaderland te beschermen. Groen staat voor hoop, jeugd en vrede en is in de Orthodoxe traditie de kleur van feestelijke kleding. Wit symboliseert licht, zuiverheid van gedachten, de Oka en de gordel van de Maagd Maria, beschermer van het land Rusland. In het midden van de rode streep staat een keizerlijke kroon in goud, wat aangeeft dat de regio in de 19e eeuw de status van een guberniya of keizerlijke provincie had.